# Friedrich von Zierotin

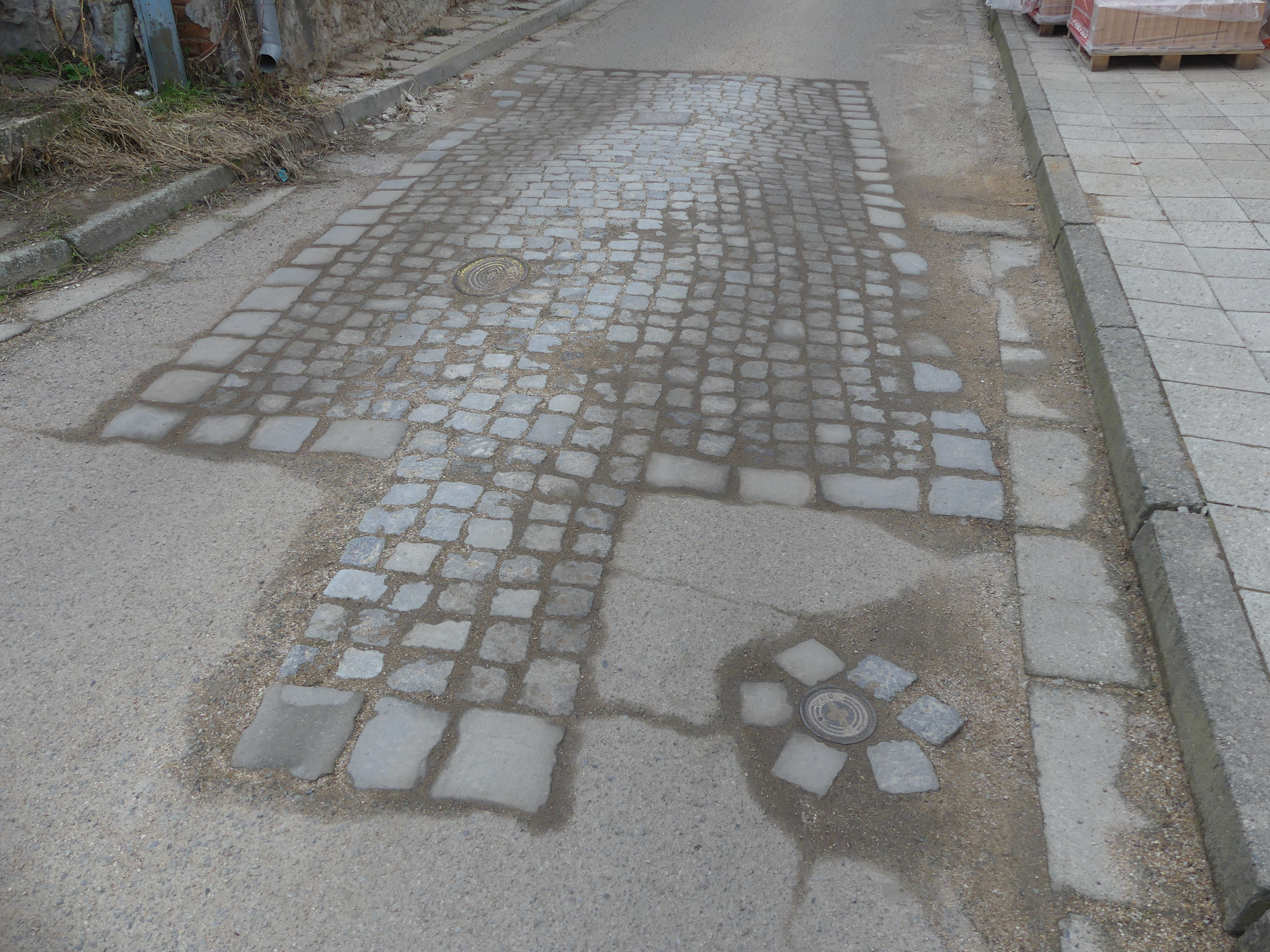

Friedrich von Zierotin († 31. Mai 1598) war mährischer Adeliger aus dem Geschlecht der Zierotin und Politiker in Böhmen.

## Leben
Er wurde an der kaiserlichen Militärakademie ausgebildet, verrichtete Dienste für Karl V., Ferdinand und Maximilian in Böhmen und Spanien. Daneben reiste er oft als Botschafter. Als sich Rudolf II. Ungarn bemächtigte, schlug er den Bau einer neuen Festung in Ujvár vor. Als kaiserlicher Ratgeber wurde er auch zum Kriegsrat befördert, der mehr als tausend Reiter befehligte, war Höchster Hauptmann in der Markgrafschaft Mähren und Hofmeister des Erzherzogs Maximilian. Von 1594 bis 1598 wurde er zum Landeshauptmann, Statthalter und Höchster Kämmerer. Während seiner Regentschaft erwarb er Groß Seelowitz, Pausram, Treskowitz, Ungarschitz, Morschitz und Prerau. Von seinem Bruder erbte er Hermannstädtel in Böhmen. Nach dem Aussterben der Herren von Lomnitz fiel ihm 1567 ein Teil der Herrschaft Namiescht zu. 
Friedrich war dreimal verheiratet. Von 1559 mit Magdalene von Zástřizl († 1566), mit Isabelle von Biglie und seit 1585 mit Mandalena Slawata von Klum, die mit ihren Stiefsohn Johann Diwisch und dem älteren Onkel Karl das Erbe untereinander aufteilten.

## Literatur

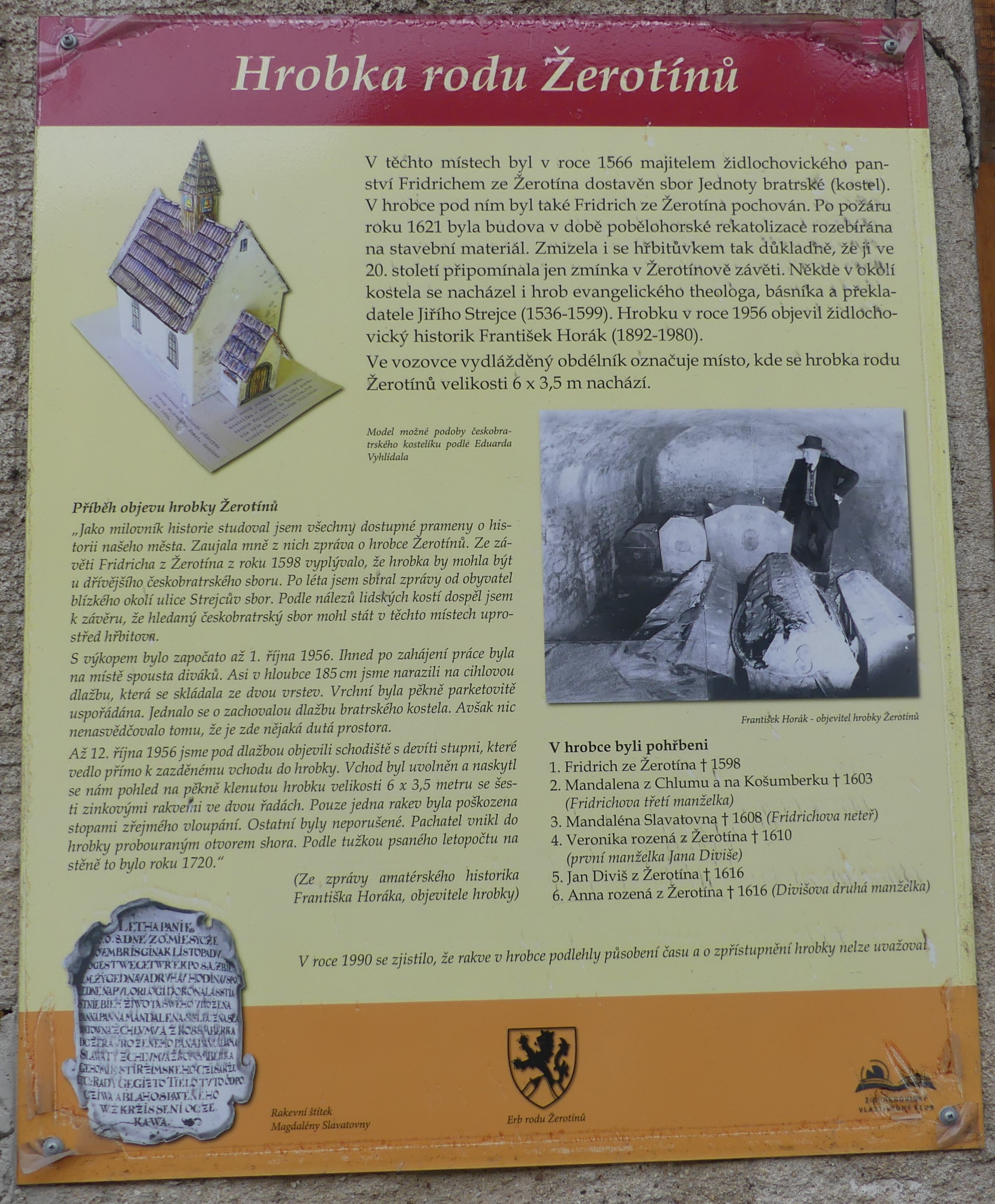